# 火箭跳
火箭跳（英語：Rocket Jumping）是在第一人称射击游戏中，用火箭推进榴弹或其他类似的爆炸武器向地面或墙上射击的同时跳跃的一种技术。

## 技术特点
火箭弹的爆炸推动玩家到达通常情况下无法到达的高度和距离的地方。这种技术的缺点是，火箭弹的爆炸通常会伤害玩家；如果玩家从很高的地方摔落到地面会遭受进一步的伤害。在游戏中当来自爆炸或摔落或二者同时造成的损害较大时，这种技术用处不大。在大多数游戏中操作良好的火箭跳可以用最小的伤害获得最大的推进力。此外，在队友无伤害的游戏中，可以用火箭使队友起跳。该技术在竞争激烈的比赛和競速破關中的使用特别常见。在《雷神之锤III竞技场》中，一些电脑控制的对手会使用火箭跳。这类FPS游戏通常是竞技场类，玩家可以轻松获得恢复能力以及额外防护能力。

## 其他形式
在很多游戏中都出现了各种形式的火箭跳。水平形式的火箭跳出现于《毁灭战士》（1993），它用于到达秘密出口（位置E3M6）（不用火箭跳也有可能到达出口，但火箭跳是约翰·罗梅洛特意设计的方法）。第一个出现竖直火箭跳的游戏是Bungie的Marathon（1994）。在《半条命》的（1997）多人模式中，tau cannon可用于把玩家发射到空中。在多人游戏《军团要塞2》（2007），火箭兵角色具有强大的火箭跳能力。这是该角色所有特点的一部分，甚至出现在一个游戏的官方预告视频，而且官方游戏的更新赋予了火箭兵一个独特的火箭跳动画（鞋底冒火，像火箭一样向下喷射推进）。該遊戲其他的角色也能透過一些方式做出類似的跳躍，例如爆破兵可以引爆腳下的黏彈做出跳躍，工程師或火焰兵在各自的更新後也能透過他們的裝備做出跳躍。火箭跳在前作《经典军团要塞》中變得很受欢迎。火箭跳也出现在《虚幻》（1998年）和《虚幻竞技场》中，玩家可以向脚下发射Eightball火箭以到达高处。（在《虚幻竞技场》还可以用Impact锤做出类似的行动，称为“锤跳”。）
侠盗猎车手III中的犀牛坦克虽然不能让玩家推进自身，但可以将炮塔向后旋转180度开火以加速前进。
火箭跳不仅仅是对付敌人的利落手段，许多游戏都有爱好者制作的地图，只为了炫耀和挑战火箭跳技巧而设计。

## 其他的改编
火箭跳包是所有反作用力跳跃的代名词。除了上述，Nexuiz中使用激光代替威力过大的联发火箭和威力过小的单发火箭。而且结合喷射器，可以飞快的移动。
火箭跳也出现在其他媒体。在真人电影《变形金刚》中，角色铁皮从他的卡车模式变形后用火箭跳越过了一个正在尖叫的女子。
使用榴弹起跳也可达到类似的效果。不过这种技巧的原意在新一代的FPS中已经很少见了，火箭弹相对威力过大而很少作为起跳工具。
在电影《东京残酷警察》中，主角Ruka使用了火箭筒以火箭跳到一个大厦的顶部。
在輕小說小說第七卷中，蕾姬利用了一發武偵彈（瞬爆彈）以火箭跳從15號車廂上頂部跳到金次所在的16號車廂頂部上。